# Agencia Anadolu
La Agencia Anadolu (en turco: Anadolu Ajansi, y sus siglas son AA) es una agencia de noticias propiedad del Gobierno de Turquía. Fue fundada el 6 de abril de 1920, tras el fin de la Guerra de la independencia turca y el nacimiento de la República de Turquía, el período conocido como Milli Mücadele (Lucha Nacional Turca en el idioma español), con el «fin de hacer oír la voz de Anatolia en el mundo». Es una de las principales agencias de prensa de Turquía, junto a la Agencia Doğan Haber.
La Agencia Anadolu es un miembro activo de la Alianza Europea de Agencias de Noticias (EANA).

## Historia
La Agencia Anadolu fue fundada el 6 de abril de 1920 durante la Guerra de la independencia de Turquía por orden del presidente Mustafa Kemal Atatürk. El periodista Yunus Nadi Abalıoğlu y la escritora Halide Edib, que huían de la capital ocupada, se reunieron en Geyve y concluyeron que se necesitaba una nueva agencia de prensa turca. La agencia se lanzó oficialmente el 6 de abril de 1920, 17 días antes de que la Gran Asamblea Nacional de Turquía se reuniera por primera vez. Desde ese momento, la agencia ha sido testigo de la primera legislación aprobada por la Asamblea, que dio origen a la República de Turquía.
Fue precedida por un breve espacio de tiempo de un primitivo « despacho de prensa kemalista », dirigido por el propio Mustafa Kemal Atatürk.
En octubre de 1923, la Agencia Anadolu asumió las oficinas de las agencias de noticias de Havas y Reuters, que se estaban aliándose hasta octubre de 1922 con la Agencia Telegráfica Otomana, fundada en 1911 por el periodista Salih Gourdji (padre de Françoise Giroud), y un poco antes con la agencia "Turquía", de Constantinopla.
El 1 de marzo de 1925 se creó la Corporación Agencia Anadolu para darle un funcionamiento independiente y una estructura de sociedad anónima.
Desde que el Partido de la Justicia y el Desarrollo (AKP) asumió el poder, de la Agencia Anadolu y la Corporación de Radio y Televisión de Turquía (TRT), fueron reestructuradas para reflejar más de cerca la línea del gobierno. Este grado más estricto de control gubernamental sobre la Agencia Anadolu y Corporación de Radio y Televisión de Turquía (TRT), junto con la creciente influencia del gobierno sobre los medios privados, ha contribuido a la formación de un sistema de partido dominante hegemónico en Turquía. Según un artículo académico de 2016, "estos productores de noticias públicas, especialmente durante el mandato más reciente del gobierno del Partido de la Justicia y el Desarrollo AKP, han sido controlados por funcionarios de una pequeña red cercana a la dirección del partido".
La Agencia Anadolu a menudo se describe como una máquina de propaganda para el gobierno turco, que crea historias positivas sobre Turquía y el Partido de la Justicia y el Desarrollo. La Agencia Anadolu, tiene una posición de línea dura sobre la Guerra civil siria, usualmente demonizando a las Fuerzas Democráticas Sirias, calificándolas de "terroristas".
La sede de la Agencia Anadolu fue establecida en la Escuela de Agricultura (hoy Dirección General de Asuntos Meteorológicos Estatales).
En octubre de 2018, la dirección de la agencia anunció que se cerró su antena de Rabat en Marruecos por razones financieras.
Desde el 2021, la Agencia Anadolu mantiene un acuerdo de cooperación con la Alianza Informativa Latinoamericana.[cita requerida]

## Actividades
La Agencia Anadolu difunde actualmente sus noticias en 12 lenguas : turco, inglés, bosnio, ruso, francés, kurdo (tanto en escritura árabe como latina), persa, albanés, árabe, macedonio, indonesio y español (difusión desde el 6 de abril de 2014).
El 18 de noviembre de 2012, se inauguró la Dirección Regional de Noticias Árabes con sede en El Cairo. El 22 de enero de 2013, sucursal de Beirut, La sucursal de Gaza se abrió el 30 de mayo de 2013.
La agencia cuenta con un total de más de 3.000 empleados de 124 nacionalidades diferentes; Publica una media de 2.000 noticias, más de 2.000 fotografías, casi 10 infografías y más de 400 vídeos al día, y realiza cerca de 20 retransmisiones en directo. Tiene 41 oficinas en el extranjero y representación en 100 países.

## Polémicas
La Agencia Anadolu es blanco de intensas críticas porque se está alejando gradualmente del periodismo público y convirtiéndose en el aparato de propaganda del Partido de la Justicia y el Desarrollo (AK). Kate O'Sullivan y Laura Benítez, quienes fueron editores del departamento de noticias en inglés de la Agencia durante un tiempo, dijo que el partido AK de la Agencia " Afirmó que estaba "atado a una de las cuerdas en el teatro de marionetas". Şenol Kazancı, quien fue nombrado director general de la agencia, Partido de la Justicia y el Desarrollo (AK) de Estambul. Es el presidente fundador de las ramas juveniles provinciales y exasesor del presidente Recep Tayyip Erdoğan. La prensa informó que los reporteros y empleados de la agencia que trabajan en la región de Çanakkale pidieron masacres en Facebook en relación con los incidentes violentos que tuvieron lugar en Turquía en septiembre de 2015. Un empleado de la Agencia Anadolu afirmó que lo que escribió fue solo comentar algo compartido y afirmó que su comentario en la publicación no vincula a su institución.
El flujo de datos de la agencia se cortó a las 23:21 de la noche de las Elecciones locales de Turquía de 2019 al día siguiente, alrededor de las 13:00, el flujo de datos se reanudó provocó una gran reacción. Acto seguido, en respuesta a una pregunta formulada al Consejo Electoral Supremo Presidente Sadi Güven, dijo: "La Agencia Anadolu no es mi cliente . No recibe datos míos. "No sé de dónde lo sacó", dijo.
Elecciones locales de Estambul del 23 de junio La Agencia Anadolu detuvo la transmisión de datos a sus suscriptores por primera vez y anunció que comenzaría la transmisión de datos a las 19.30. Sin anunciar los resultados, la Agencia Anadolu había informado una parte importante de los resultados de la reactivada Agencia de Noticias Anka.
En julio de 2017, la Agencia Anadolu fue acusada por El Pentágono y el Gobierno de Estados Unidos de haber revelado la localización de posiciones estadounidenses en Siria.